# Casuarina oligodon
Casuarina oligodon är en tvåhjärtbladig växtart som beskrevs av Lawrence Alexander Sidney Johnson. Casuarina oligodon ingår i släktet Casuarina och familjen Casuarinaceae. Inga underarter finns listade i Catalogue of Life.